# Jonas Dal
Jonas Dal Andersen (Ikast, 7 luglio 1976) è un allenatore di calcio ed ex calciatore danese, di ruolo difensore.